# Чанд Сінгх
Чанд Сінгх (25 березня 1949) — індійський хокеїст на траві.
Срібний призер Азійських ігор 1974 року.
Срібний призер Чемпіонату світу 1973 року.